# Tom Lehrer
Thomas Andrew "Tom" Lehrer (9 tháng 4 năm 1928 - 26 tháng 7 năm 2025) là một nhạc sĩ-ca sĩ, nghệ sĩ piano, nhà trào phúng và nhà toán học, nửa sau sự nghiệp chuyển sang giảng dạy toán và nhạc kịch. Ông được biết đến nhiều nhất với những ca khúc hài hước, sinh động được ghi đĩa những năm 1950 và 1960. Các sáng tác của ông thường nhại lại âm nhạc đại chúng đương thời với giai điệu riêng do ông biến tấu. Một ngoại lệ đáng chú ý là bài hát "The Elements" (Các Nguyên tố) trong đó ông đặt tên của các nguyên tố hóa học vào giai điệu của bài "Major-General's Song" từ album "Pirates of Penzance" của Gilbert và Sullivan.
Các sáng tác ban đầu của Lehrer thường liên quan tới các vấn đề không có tính thời sự và đáng chú ý về tính hài hước địa ngục trong những ca khúc như "Poisoning Pigeons in the Park" (Đầu độc bầy Bồ câu trong Công viên). Những năm 1960, ông sáng tác một số ca khúc liên quan tới các vấn đề xã hội và chính trị đương thời, đặc biệt khi ông viết cho show truyền hình "That Was the Week That Was" phiên bản Mỹ. Danh tiếng của những ca khúc này duy trì lâu dài vượt xa tính nhất thời của nhứng vấn đề thời sự trong nội dung của chúng. Lehrer từng nhắc lại lời giải thích cho hiện tượng này của một người bạn: "Cứ luôn dự đoán điều tệ nhất và anh sẽ được ca ngợi như một vị tiên tri."
Đầu những năm 1970, ông giã từ việc biểu diễn cho công chúng để dành thời gian vào việc dạy toán và nhạc kịch ở Đại học California, Santa Cruz. Ông có hai buổi xuất hiện biểu diễn năm 1998 ở một gala show London kỉ niệm sự nghiệp của ông bầu Cameron Mackintosh.

## Tuổi trẻ
Thomas Andrew Lehrer sinh ra ngày 9 tháng 4 năm 1928 trong một gia đình Do Thái thế tục và lớn lên trong một quận Upper East Side giàu có ở Manhattan (New York). Cha ông, James Lehrer là một doanh nhân tiên phong trong lĩnh vực sản xuất cà vạt  Mặc dù được nuôi dạy trong môi trường Do Thái, Lehrer trở thành một người vô thần bất khả tri. Ông bắt đầu học piano cổ điển khi lên 7, nhưng có hứng thú với nhạc đại chúng đương thời hơn. Về sau, mẹ ông cũng gửi ông tới một thầy dạy piano phong cách pop. Khi còn nhỏ, Lehrer đã bắt đầu viết các điệu biểu diễn, thứ giúp ông trở thành một nhà soạn nhạc trào phúng sau này.
Lehrer vào học Trường Horace Mann ở Riverdale, Bronx, và tích cực tham gia trại hè Androscogin. Lehrer được ghi nhận là một thần đồng và vào Đại học Harvard ở tuổi 15 sau khi tốt nghiệp trường dự bị Loomis Chaffee, hồ sơ đăng ký gồm một bài thơ mang tựa đề "Luận về Giáo dục" thay cho bài luận  Khi đang là sinh viên ngành toán, ông bắt đầu viết các ca khúc hài hước để giải trí cho bạn bè, bao gồm những bài như "Fight Fiercely, Harvard" (1945). Những ca khúc này về sau được tập hợp trong tuyển tập "The Physical Revue", nhại theo tên một tạp chí khoa học hàng đầu là Physical Review.
Bất chấp dành thời gian vào biểu diễn âm nhạc, ông tốt nghiệp ngành toán hạng ưu (magna cum laude) của Harvard sau 3 năm học, và 1 năm sau đó (năm 1947) nhận bằng thạc sĩ khi mới 19 tuổi. Lehrer được giới thiệu vào hội danh dự Phi Beta Kappa phân hội Harvard của các sinh viên ưu tú.

## Sự nghiệp nghiên cứu
Sau tốt nghiệp, ông trở thành giảng viên dạy các lớp toán và các môn khác ở MIT, Harvard và Wellesley.
Ông ở lại Harvard làm luận văn tiến sĩ trong vài năm, nhưng dành nhiều thời gian cho sự nghiệp âm nhạc và đồng thời làm việc như một nhà nghiên cứu ở Phòng thí nghiệm Quốc gia Los Alamos. Ông phục vụ trong Quân lực Hoa Kỳ từ 1955 tới 1957, làm việc cho Cơ quan An ninh Quốc gia (NSA). (Lehrer về sau tuyên bố rằng ông đã phát minh ra công thức "Jell-O shots", một loại thạch có trộn rượu phổ biến, nhằm lách qua quy định hạn chế uống rượu hồi đó). Mặc dù nhận bằng thạc sĩ trong một thời kỳ mà binh sĩ thường không có bằng tốt nghiệp phổ thông, Lehrer đã phục vụ trong quân đội với tư cách lính trơn mà không phải sĩ quan, sau dần được thăng lên hạng Chuyên gia hạng ba, mà Lehrer gọi đùa là "hạ sĩ không gạch".
Năm 1960, Lehrer trở lại nghiên cứu toàn thời gian ở Harvard, nhưng từ bỏ viết luận văn năm 1965 về mode thống kê sau 15 năm làm việc dứt quãng. Từ năm 1962, ông dạy toán tại Viện Công nghệ Massachusetts (MIT). Năm 1972, ông chuyển sang Đại học California ở Santa Cruz, dạy một khóa đại cương mang tên "Bản chất của Toán học" cho sinh viên các ngành nghệ thuật trong chương trình dạy học cách tân của trường này. Ông cũng dạy ngành nhạc kịch và thỉnh thoảng biểu diễn các ca khúc trong lớp học của mình
Lớp giảng toán học cuối cùng của Lehrer (về chủ đề vô hạn) là vào năm 2001; ông cũng từ bỏ giới học thuật từ đây. nhưng nói rằng mình vẫn còn quan tâm tới lĩnh vực này và thảo luận với đồng nghiệp cũ ở Santa Cruz.

### Công bố toán học
Hiện nay trong dữ liệu của Hội Toán học Mỹ còn tìm thấy hai bài báo mà ông là tác giả:
- R. E. Fagen and T. A. Lehrer, "Random walks with restraining barrier as applied to the biased binary counter," Journal of the Society for Industrial and Applied Mathematics, vol. 6, pp. 1–14 (March 1958) MR0094856
- T. Austin, R. Fagen, T. Lehrer, and W. Penney, "The distribution of the number of locally maximal elements in a random sample," Annals of Mathematical Statistics, vol. 28, pp. 786–790 (1957) MR0091251

## Sự nghiệp âm nhạc

### Các bản ghi đĩa đầu tiên
Phẩn khởi từ những thành công trong biểu diễn nghiệp dư thời đại học, năm 1954 ông trả 15 đô la (ứng với 171 đô la thời giá 2023) để ghi âm album Songs by Tom Lehrer, và in ra 400 bản copy. Các đài radio không chịu phát các ca khúc của ông vì chủ đề gây tranh cãi của chúng, nên ông phải tự bán ở khu đại học với giá 3 đô/bản và gửi bán ở các sạp báo và cửa hàng xung quanh trường. Sự quan tâm tới các bản ghi đĩa này nhân lên, với những người mua đĩa của ông bật cho bạn bè nghe, và những người này cũng muốn mua một bản riêng . Lehrer có nói đùa về danh tiếng nhờ truyền khẩu này: "Thiếu sự hiện diện trong truyền thông đại chúng, những khúc nhạc của tôi lan truyền một cách chậm chạp. Kiểu giống như herpes, chứ không phải ebola. " Sau một mùa hè, ông nhận được thư đặt đĩa từ khắp miền đất nước, từ những nơi xa xôi như San Francisco, sau khi tờ San Francisco Chronicle viết bài về đĩa nhạc của ông.
Album này bao gồm ca khúc ghê rợn "I Hold Your Hand in Mine", có chút nhạy cảm "Be Prepared", và "Lobachevsky" (viết về chuyện đạo văn trong nghiên cứu). Nó trở thành một thành công bất ngờ dù được cá nhân tự xuất bản và không có quảng cáo. Sau đó, Lehrer tiến hành một loạt các buổi lưu diễn và ghi một album thứ hai năm 1959, với hai phiên bản khác nhau: More of Tom Lehrer là bản ghi âm phòng thu còn An Evening Wasted With Tom Lehrer là phiên bản live trong phòng nhạc.

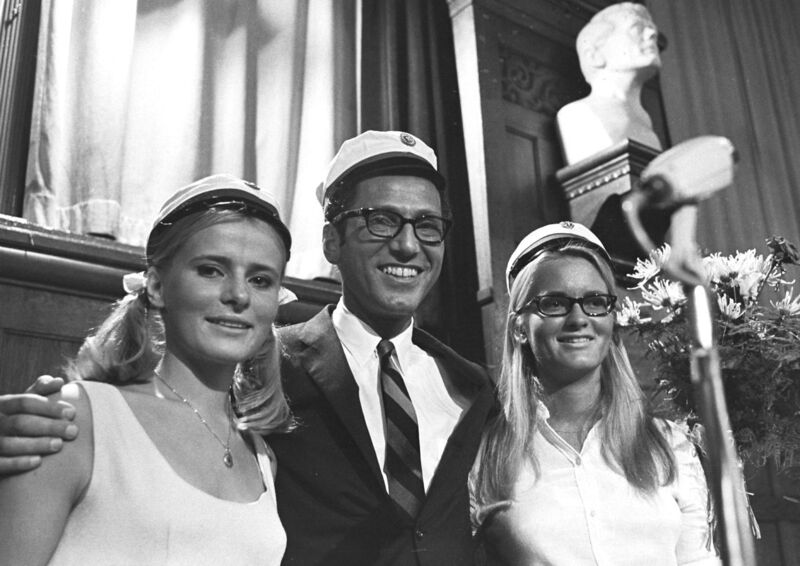
Lehrer vào dịp trở thành thành viên danh dự của Hội sinh viên Copenhaghen, Đan Mạch, năm 1967

Danh tiếng của Lehrer nhận được cú hích lớn ở Anh vào tháng 12 năm 1957 khi trong bài phát biểu của Giáo sư J. R. Sutherland vào dịp trao bằng tiến sĩ danh dự về âm nhạc cho Công chúa Margaret đề cập rằng "sở thích âm nhạc củacô rất phong phú, từ Mozart tới calypso và từ opera tới những ca khúc của Beatrice Lillie và Tom Lehrer." Câu nói này được truyền thông trích dẫn lại và khiến cho công chúng Anh trở lên quan tâm rộng rãi tới Lehrer và album đã cũ 5 năm của ông được phát hành rộng rãi ở đây. Việc năm 1958 BBC, khi đó có quyền hành kiểm duyệt với ngành phát thanh Anh, cấm phát 10 trong số 12 bài hát của album này ở các đài phát thanh Anh có hiệu ứng ngược lại, khiến người ta càng tò mò muốn nghe hơn. Tới cuối thập niên 1950, Lehrer đã bán được 370 nghìn bản copy.

### Lưu diễn và That Was The Week That Was
Từ năm 1960, Lehrer gần như bỏ hẳn việc lưu diễn ở Mỹ. Thay vào đó, năm đó ông tuần diễn ở Australia và New Zealand với tổng cộng 33 buổi biểu diễn, nhận được nhiều tán dưong cũng như tranh cãi. Khi ở New Zealand ông viết lại ca từ của bài "Fight Fiercely, Havard" để chỉ trích chuyến lưu đấu năm 1960 của đội tuyển rugby New Zealand tại Nam Phi nơi chế độ apartheid cấm những cầu thủ người Maori cũng như lập trường của thủ tướng New Zealand Walter Nash về chủ đề gây tranh cãi này. Trong giai đoạn này, tác phẩm của ông bị cấm đoán ở nhiều nơi, bị nhắc đến trong các cuộc tranh cãi nghị trường và ông có lục bị đe doạ bắt giữ.
Vào đầu những năm 1960, ông trở thành người viết ca khúc chính cho phiên bản Mỹ của That Was The Week That Was (TW3), một chương trình truyền hình trào phúng có nguồn gốc từ Anh. Giai đoạn này ông có nhiều ca khúc mang tính chất chính trị hoặc xã hội rõ ràng hơn, trong các chủ đề như giáo dục, Vatican, quan hệ sắc tộc, ô nhiễm môi trường, chủ nghĩa quân phiệt Mỹ và vũ khí hạt nhân. Ông không được biểu diễn các ca khúc này trên truyền hình, thay vào đó ca sĩ Nancy Ames trình diễn chúng với nhiều dòng ca từ bị cắt bớt, điều làm ông khó chịu. Về sau Lehrer ghi âm 9 trong số những ca khúc giai đoạn đó trong một hộp đêm ở San Francisco năm 1965 thành album That Was The Year That Was.
Năm 1966, Lehrer viết và biểu diễn âm nhạc cho chương trình The Frost Report (của David Frost) trên BBC.. Hợp đồng ghi đĩa với Reprise Records cũng giao cho hãng này quyền phân phối những bản ghi trước của Lehrer, vì lúc này ông không muốn can dự vào việc in ấn nữa. Reprise tái bản Songs by Tom Lehrer được ghi âm dưới dạng stereo, và gồm hai ca khúc bonus nằm trong số những ca khúc ông viết cho chương trình giáo dục thiếu nhi trên kênh PBS Children. Năm 1996, Tom Lehrer xác nhận rằng số bản ghi đĩa mà Reprise bán toàn cầu vượt 1.8 triệu bản. Cũng năm đó, That Was the Year That Was đạt chứng nhận đĩa vàng.
Năm 1967, Lehrer lưu diễn ở Thuỵ Điển, Na Uy và Đan Mạch, buổi biểu diễn Oslo đựoc ghi lại và phát trên truyền hình Đan Mạch và phát hành thành DVD 40 năm sau đó. Buổi trình diễn của ông trước Hội sinh viên Copenhaghen cũng được phát truyền hình, trong dó ông nói rằng mình có thể là "sự trả thù của Hoa Kỳ về Victor Borge. Ông cũng tham gia vào các dự án khác, trình diễn các ca khúc trong một bộ phim của hãng Dodge nămm 1967, và bắt tay vào chuyển thể Sweeney Todd thành nhạc kịch Broadway, nhưng bỏ dở (20 năm sau Stephen Sondheim thực hiện việc chuyển thể này)."

### Rút lui khỏi âm nhạc
Vào những năm 1970, Lehrer tập trung vào việc giảng dạy toán học và nhạc kịch, nhưng ông cũng viết những bài hát cho chương trình truyền hình thiếu nhi The Electric Company. Buổi biểu diễn công khai cuối cùng của giai đoạn đó diễn ra vào năm 1972, trong một tour diễn gây quỹ cho ứng viên Tổng thống của đảng Dân chủ George McGovern.
Khi được hỏi về lý do từ bỏ sự nghiệp âm nhạc trong một phỏng vấn in trong cuốn sách đi kèm với bộ CD xuất bản năm 2000, Lehrer liệt ra chuyện thiếu hứng thú, sự chán ghét việc lưu diễn, và sự đơn điệu của việc trình diễn lặp đi lặp lại các ca khúc. Ông nói rằng ông chỉ viết và biểu diễn khi cảm thấy bị kích thích làm điều đó, và về sau đơn giản là hết hứng thú. Mặc dù Lehrer được xem là một người hùng của phong trào cánh tả chống vũ khí hạt nhân, đấu tranh cho quyền dân sự và cá nhân ông chia sẻ với quan điểm chống chiến tranh Việt Nam của phong trào cánh tả và hô hào cho quyền dân sự, ông nói rằng ông phản đối về mặt thẩm mỹ Văn hóa phản kháng của thập niên 1960 và ngừng biểu diễn khi xu hướng văn hoá này trở thành trào lưu chính.
Với hơn một thập niên hoạt động âm nhạc đồng thời giảng dạy, số lượng tác phẩm của ông không nhiều. Lehrer từng nói rằng tổng cộng ông chỉ trình diễn 109 buổi biểu diễn và viết 37 bài hát trong 20 năm.

### Những lần xuất hiện công chúng về sau

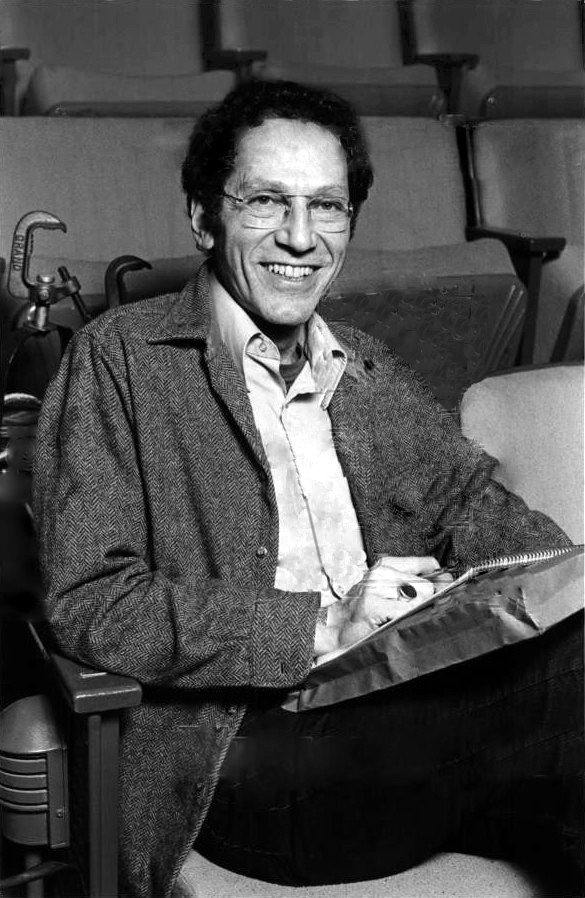
Chân dung Lehrer vào khoảng năm 1983

Sau khi dừng sự nghiệp âm nhạc, Tom Lehrer sống một cuộc sống đơn độc ở gần trường đại học San Clara nơi ông dạy học và từ chối hầu hết các lời phỏng vấn hay xuất hiện trước công chúng. Mặc dù vậy, ảnh hưởng âm nhạc của ông vẫn tiếp tục tiếp diễn. Những ca khúc của Lehrer trở thành một đặc trưng trong chương trình Doctor Memento Show khi nó được phát trên toàn quốc năm 1977. Năm 1980, Cameron Mackintosh phát hành Tomfoolery, một bản ghi lại những ca khúc của Lehrer từng là hit ở London. Ban đầu Lehrer không tham gia vào chương trình nhưng ủng hộ nó, và về sau có hỗ trợ với việc cập nhật lời bát hát cho hợp thời hơn. Tomfoolery có tất cả 27 ca khúc và làm sản sinh ra nhiều bản sản xuất, trong đó màn trình diễn ở Village Gate lặp lại tới 120 lần vào năm 1981. Lehrer có sự xuất hiện hiếm hoi trên TV trong chương trình Parkinson của BBC vào dịp Tomfoolery khai diễn ở Criterion Theatre (London), tại đó ông hát bài I got it from Agnes .
Năm 1993, ông viết ca khúc "That's Mathematics" cho phần cuối của một video bởi Viện nghiên cứu Các khoa học Toán học của UC Berkeley với nội dung ca ngợi lời giải cho Định lý cuối cùng của Fermat.
Tháng 6 năm 1998, ông biểu diễn trước công chúng lần đầu tiên sau 25 năm tại Nhà hát Lyceum, London trong chương trình 'Hey, Mr. Producer! để kỷ niệm sự nghiệp của Cameron Mackintosh người sản xuất Tomfoolery. Ông biểu diễn "Poisoning Pigeons in the Park" và một phiên bản cập nhật của "Who's Next?" với sự có mặt của Nữ vương Anh Elizabeth II trong số khán giả.
Năm 2000, bộ CD The Remains of Tom Lehrer được Rhino Entertainment phát hành, chứa các bản ghi âm phòng thu và live của ba album cũ của ông cũng như các khúc lẻ và một số bài hát chưa từng được phát hành trước đây. Năm 2010, hãng Shout! Factory đưa các album không còn in đĩa của Lehrer sang dạng digital. 'The Tom Lehrer Collection  cũng dược phát hành, tập hợp các bài hát nổi tiếng nhất của ông và một video ghi lại một buổi hoà nhạc ở Oslo.
Tháng 2 năm 2008, Gene Weingarten của tờ  The Washington Post phỏng vấn không chính thức Tom Lehrer qua điện thoại. Khi phóng viên hỏi liệu có điều gì có thể ghi lại và in ra không, Lehrer đáp rằng "Chỉ cần bảo mọi người là tôi sẽ bỏ phiếu cho Obama."

### Đưa toàn bộ ca khúc thành tài sản công cộng
Từ 2007, một fan người Na Uy tên là Erik Meyn đăng hầu hết các tác phẩm của Lehrer lên YouTube (The Tom Lehrer Wisdom Channel), và liên lạc ông để xin lỗi. Tom Lehrer nói rằng không có gì để xin lỗi, và rằng ông hoàn toàn thoải mái với việc người khác đưa âm nhạc của ông lên phạm vi công cộng. Khi được hỏi về tương lai bản quyền, ông nói rằng "tôi không cần tiền sau khi đã chết", đồng thời cũng không có người thừa kế nào, và sẽ không lập bất cứ quỹ nào để quản lý quyền sở hữu âm nhạc của ông sau khi qua đời.
Năm 2020, Lehrer đưa toàn bộ âm nhạc và ca từ của tất cả các bài hát ông đã viết lên phạm vi công cộng. Tháng 12 năm 2022, ông chính thức từ bỏ quyền bản quyền và quyền biểu diễn/ghi âm tất cả các bài hát của ông, cho phép bất cứ ai sử dụng âm nhạc của ông và lập một website https://tomlehrersongs.com) cho phép người dùng internet tải xuống miễn phí mọi tác phẩm của ông,.

## Phong cách và nguồn ảnh hưởng
Nguồn ảnh hưởng lớn nhất của Tom Lehrer là nhạc kịch, đặc biệt là Gilbert và Sullivan. Theo Gerald Nachman tác giả cuốn Seriously Funny, nhạc kịch Broadway Let's Fae It! có một ấn tượng thời kỳ đầu và dài lâu lên Lehrer. Phong cách của ông thường là phỏng nhại lại những ca khúc âm nhạc đại chúng. Chẳng hạn, việc ông thích các "ca khúc danh sách" (thể loại ca khúc mà ca từ chỉ là một danh sách liệt kê những thứ gì đó) đã gây cảm hứng cho ông viết ca khúc The Elements liệt kê các nguyên tố trong bảng tuần hoàn.
Trong cuốn tự truyện In Joy Still Felt, nhà văn khoa học viễn tưởng và giáo sư Đại học Boston Isaac Asimov kể lại việc xem Lehrer biểu diễn ở một hộp đêm Boston năm 1954, nhận xét rằng một ca khúc về bệnh truyền qua đường tình dục của Lehrer là thể loại không thể nào hát được ngoài không gian của một hộp đêm. Asimov nói rằng đó là lần tuyệt vời nhất trong tất cả những lần ông từng tới hộp đêm.

## Đánh giá, di sản và ảnh hưởng
Nhiều nhạc sĩ, ca sĩ, nhà giáo dục và nghệ sĩ hài ghi nhận ảnh hưởng từ Tom Lehrer, như Dillie Keane, "Weird Al" Yankovic, H. Paul Shuch, Donald Fagen, Mark Russell, Randy Vancourt..... Nhà soạn nhạc Randy Newman xem ông là "một trong những nhạc sĩ viết nhạc vĩ đại của Mỹ, về viết ca từ xếp hàng đầu trong nửa sau thế kỷ 20.". Trong buổi phỏng vấn với BBC năm 2022, Daniel Radcliffe gọi Tom Lehrer là "người hùng" của mình và hát lại bài The Elements của ông
Năm 2006, nhà soạn kịch Canada Richard Greenblatt viết và trình diễn vở kịch Letters from Lehrer về cuộc đời Tom Lehrer và ảnh hưởng của ông lên bản thân. Năm 2024 Francis Beckett trình diễn vở kịchTom Lehrer Is Teaching Math and Doesn't Want to Talk to You ở London trong đó sử dụng những bài hát của Lehrer.

### Tự đánh giá
Lehrer nghĩ rằng tác động của những tác phẩm trào phúng của mình và thể loại trào phúng nói chung là hạn chế, năm 2000 ông từng nhận xét rằng những ca khúc của ông không có ảnh hưởng thực sự nào đối với những ai tự thân không sẵn có thái độ phê phán giới cầm quyền: "Thành thực mà nói, tôi không nghĩ những thứ như này có tác động gì lên những người chưa cải đạo [theo quan điểm tự do cánh tả]. Nó thậm chí không còn không hề giảng đạo cho những người đang cải đạo, nó chỉ chọc cù họ mà thôi... Tôi thích trích dẫn Peter Cook, người kể về biểu diễn trào phúng của Nhà hát Berlin trong những năm 1930, thứ đã làm bao nhiêu để ngăn cản Hitler cầm quyền và chặn đứng Thế chiến thứ hai xảy ra."
Lehrer cũng từng nói đùa về sự nghiệp âm nhạc của mình: : "Nếu, sau khi nghe các ca khúc của tôi, chỉ cần một con người có cảm hứng để chơi bạn bè một vố ác, hoặc có lẽ đánh một người thân yêu một cái, thì coi như là tôi đã không phí thời giờ". Năm 2003, Lehrer nhận xét rằng thể loại trào phúng chính trị của riêng ông trở nên khó mà thực hiện hơn trong thế giới đương đại: "Những vấn đề thực chất thì tôi nghĩ hầu hết mọi người không đề cập tới. Những câu đùa về Clinton toàn là về Monica Lewinsky và những thứ tương tự, chứ không về những việc quan trọng, chẳng hạn như chuyện ông ta không chịu ra lệnh cấm địa lôi... Tôi không muốn viết một bài hát về George W. Bush. Tôi không nghĩ ra nổi loại bài hát nào tôi có thể viết. Vấn đề chính là ở đó: Tôi không muốn chế giễu (satirize) Bush và những kẻ giật dây hắn ta, tôi muốn làm bốc hơi (vaporize) chúng." Trước đó, ông cũng từng nói rằng "Trào phúng chính trị trở nên lỗi thời và vô bổ khi Henry Kissinger được trao giải Nobel Hoà bình."